# Женско удружење колубарског округа
Женско удружење колубарског округа је непрофитна организација из Србије. Кроз неформално дружење девојака и жена са територије Лазаревца, њиховом сталном увиђању проблема и потреба са којима се свакодневно суочавају, неколико њих дошле су на идеју да оснују удружење које би се активно бавило економским јачањем жена на локалном нивоу. Тако је у Женско удружење колубарског округа формално основано 27. маја 2013. године.
Женско удружење колубарског округа основано је формално 27. маја 2013. године у Лазаревцу. 

## Признања
- 2022. - "Покретачи промена"[3] - додељује Београдска отворена школа
- 2023. - "Bring The Noise" [4]- Узбуна, за радна и економска права жена - BeFem
- 2023. - "Бранитељи људских права"[5] - награда за активистичку иницијативу
- 2024. - "Кампања са сврхом"[6] - Grand Prix u kategoriji: rodna ravnopravnost

## Пројекти
- Уређење дечијег игралишта
- Ко коси, ко воду носи
- Да ли је здравље у плану?
- Економско оснаживање жена у пољопривреди
- Колики је мој део?
- Хоботница
- Унапређење положаја мајки и неформалних неговатељица деце са развојним тешкоћама